# Mönchsdeggingen
Mönchsdeggingen település Németországban, azon belül Bajorországban. Lakosainak száma 1437 fő (2023. december 31.).

## Népesség
A település népessége az elmúlt években az alábbi módon változott:
| Lakosok száma | 640  | 803  | 1195 | 1563 | 1413 | 1401 | 1409 | 1416 | 1413 | 1437 |
|               | 1875 | 1950 | 1975 | 1987 | 2012 | 2014 | 2016 | 2017 | 2021 | 2023 |